# やまぎり型練習艦
やまぎり型練習艦（やまぎりがたれんしゅうかん、英語: Yamagiri-class training ships）は、海上自衛隊が運用している練習艦の艦級。なお、海上自衛隊の公式ホームページではあさぎり型と表記されている。
あさぎり型護衛艦の初期建造艦2隻を練習艦に種別変更したものであり、2隻とも再度種別変更して護衛艦籍に復帰したが、2025年に再度種別変更により復活している。

## 概要
たかなみ型護衛艦の増勢に伴う旧型護衛艦の護衛隊群からの転用に際し、あさぎり型護衛艦の初期建造艦2隻を前級はつゆき型護衛艦の後期建造艦に先んじて種別変更したものであり、ハンガー内に講堂を設置した以外は基本的に護衛艦時代と変わらない装備を備えていた。はつゆき型最終艦のしまゆきと合わせ、艦齢20年に満たない第一線での展開も可能な艦のみで練習艦隊を構成し、最新の艦隊運用に即した訓練を可能とした。
任務の増加や、予算不足で護衛艦の更新が遅れる等の事情により護衛艦隊側の艦数が不足し、老朽化し退役対象となるはつゆき型護衛艦を練習艦に転用しそれと入れ替わるかたちで、2011年に「やまぎり」、2012年に「あさぎり」が護衛艦籍に復帰したため、一旦該当する艦は存在しなくった。
2025年3月に「やまぎり」が再度種別変更されたため、やまぎり型練習艦が復活した。艦番号は前回練習艦だった際の番号を再利用している。

## 同型艦
| 艦番号  | 艦名     | 建造                         | 竣工                        | 練習艦への 艦種変更         | 護衛艦への 艦種変更         | 練習艦への 艦種再変更      |
| ------- | -------- | ---------------------------- | --------------------------- | --------------------------- | --------------------------- | -------------------------- |
| TV-3515 | やまぎり | 三井造船 玉野事業所          | 1989年 （平成元年） 1月25日 | 2004年 （平成16年） 3月18日 | 2011年 （平成23年） 3月16日 | 2025年 （令和7年） 3月17日 |
| TV-3516 | あさぎり | 石川島播磨重工業 東京第1工場 | 1988年 （昭和63年） 3月17日 | 2005年 （平成17年） 2月16日 | 2012年 （平成24年） 3月14日 | -------                    |